# Polohový vektor

Polohový vektor

Polohový vektor (též průvodič nebo rádiusvektor) je spojnice počátku soustavy souřadnic a hmotného bodu s orientací k hmotnému bodu.
Polohový vektor je příkladem vázaného vektoru, neboť je vždy vázán na nějaký bod, např. počátek soustavy souřadnic, střed symetrie tělesa, atd. Pokud není uvedeno, k jakému bodu se polohový vektor vztahuje (tzn. jaký je počátek polohového vektoru), pak se předpokládá, že se tento vektor vztahuje k počátku soustavy souřadnic.
Polohový vektor slouží k popisu polohy tělesa. Pohyb hmotného bodu (trajektorii pohybu) lze popsat změnou polohového vektoru v čase.

## Vlastnosti
Značka:  r 
Základní jednotka: metr, zkratka m
Další jednotky: viz Délka
Velikost polohového vektoru v kartézské soustavě souřadnic:
- v rovině: {\displaystyle r={\sqrt {x^{2}+y^{2}}}}
- v prostoru: {\displaystyle r={\sqrt {x^{2}+y^{2}+z^{2}}}} , kde x, y, z jsou souřadnice polohového vektoru